# Garnes Station
Garnes Station (Garnes stasjon) er en jernbanestation på Vossebanen, der ligger i Bergen kommune i Norge. Den er endestation for Gamle Vossebanens veterantog til Midttun, der har deres værksted her.
Stationen åbnede da Vossebanen blev taget i brug 11. juli 1883. Oprindeligt hed den Garnæs, men den skiftede navn til Garnes i april 1894. 1. august 1964 omlagdes strækningen mellem Tunestveit og Bergen, hvor stationen ligger, hvorved persontrafikken forsvandt. Der var dog stadig godstrafik på den gamle strækning mellem Tunestveit og Seimsmark, senere Midttun, indtil marts 2001. I 1993 begyndte veterantogene fra Gamle Vossebanen at køre.
Den første stationsbygning blev opført i 1883 efter tegninger af Balthazar Lange men brændte i 1918. I 1919 opførtes en ny stationsbygning efter tegninger af Gerhard Fischer, præget af lokale stiltraditioner, især rokoko og den såkaldte bergenklassicisme. Stationen med stationsbygning, pakhus, remise og vognremise blev fredet som et nationalt kulturminde i 2002. Det omkringliggende område i form af det oprindelige stationsområde med stationshave, perroner, spor, ramper, drejeskive og tekniske installationer er også fredet.
Tilstedeværelsen af remiser skyldtes, at Garnes i sin tid var endestation for lokaltog fra Bergen. I 1904 blev der desuden anlagt en drejeskive, men den blev fjernet, da damplokomotiverne blev taget ud af drift på banen i 1950'erne. I 1987 anlagdes i stedet en ny drejeskive, der kom fra Randsfjord Station på Randsfjordbanen.